# Полярная медаль
Полярная медаль (англ. Polar Medal) — награда Великобритании, вручаемая за выдающиеся достижения в области полярных исследований и многолетний труд в суровых условиях Арктики и Антарктики.

## История
Впервые Полярная медаль (до 1904 года Арктическая медаль (англ. Arctic Medal)) была выпущена Британским Адмиралтейством в 1857 году для награждения участников нескольких полярных экспедиций, участвовавших в поисках пропавшей экспедиции Джона Франклина, отправившейся в 1845 году на поиски Северо-Западного прохода. Второй раз медалью были награждены участники Британской арктической экспедиции (1875—1876).

В 1904 году медаль была переименована в Полярную медаль и ей были награждены участники антарктических экспедиций Роберта Скотта (1901-1904, 1910-1913), Эрнеста Шеклтона (1907-1909, 1914-1917) и Дугласа Моусона (1911-1914). До 1968 года Полярная медаль вручалась большинству участников полярных экспедиций, анонсированных правительствами любого из Королевств Содружества.

После 1968 года правила награждения Полярной медалью изменились. С этого времени она вручается за выдающийся личный вклад или особые достижения в области полярных исследований. Помимо этого, сейчас правилами предусмотрено вручение медали за 10-летний стаж работы в полярных регионах.

Всего было выпущено 880 серебряных и 245 бронзовых медалей для награждения участников Антарктических экспедиций и 73 серебряных медали для награждения участников Арктических экспедиций. Кавалерам нескольких Полярные медалей вручались именные медали с планками, гравированными датами экспедиций. Четырехкратными кавалерами медали являются только Фрэнк Уайлд и Эрнест Джойс.

В 1987 году Правительство Австралии заменило Полярную медаль собственной наградой — Антарктической медалью Австралии (англ. Australian Antarctic Medal). Правительство Новой Зеландии в 2006 году также заменило Полярную медаль на собственную — Антарктическую медаль Новой Зеландии (англ. New Zealand Antarctic Medal).

## Дизайн
На задней стороне медали изображена санная партия на фоне окруженного льдами 3-х мачтового барка «Дискавери». На лицевой — профиль царствующего монарха. Медали изготавливались в бронзе и серебре. С 1939 года только в серебре. Бронзовой медалью награждались экипажи антарктических спасательных судов.